# Nakajima Ki-27

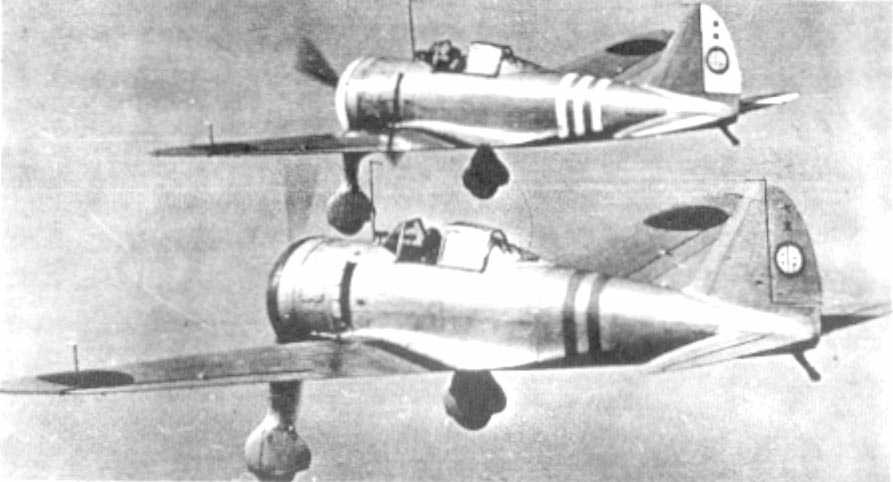
Nakajima Ki-27

Nakajima Ki-27 (tên mã của Đồng Minh là Nate) là máy bay tiêm kích chủ yếu của Lục quân Đế quốc Nhật Bản cho đến năm 1940, và là kiểu máy bay cánh đơn đầu tiên của Lục quân, với tên chính thức là Máy bay Tiêm kích Kiểu 97 (九七式戦闘機).

## Sự phát triển
Năm 1935, Lục quân Nhật Bản đưa ra cuộc đấu thầu giữa các hãng Nakajima, Mitsubishi, và Kawasaki để thiết kế một kiểu máy bay cánh đơn gắn thấp để thay thế kiểu cánh kép Kawasaki Ki-10 (Máy bay Tiêm kích Kiểu 95). Các mẫu tham dự là Nakajima Ki-27, Kawasaki Ki-28, và Mitsubishi Ki-33 (một biến thể của kiểu máy bay tiêm kích Mitsubishi A5M hoạt động trên tàu sân bay). Thiết kế của Nakajima dựa trên kiểu tiêm kích cánh đơn Ki-11 trước đây đã từng thua chiếc Ki-10 trong dự thầu Kiểu 95. Vì kiểu thiết kế tiếp nối là Nakajima Ki-12 có động cơ làm mát bằng nước và càng hạ cánh xếp được, bị các quan chức Nhật cho là quá phức tạp, Ki-27 được thiết kế bởi Koyama Yasushi để có động cơ làm mát bằng gió bố trí kiểu hình tròn và càng hạ cánh cố định. Máy bay được trang bị cánh nhãn hiệu Nakajima với mép trước thẳng và mép sau thon nhọn sẽ lại xuất hiện trên kiểu K-43, Ki-44, và Ki-84. Ki-27 bay chuyến bay đầu tiên ngày 15 tháng 10 năm 1936. Mặc dù tốc độ tối đa chậm hơn cũng như tốc độ lên cao càng kém hơn các đối thủ, Lục quân chọn thiết kế của Nakajima vì khả năng lượn vòng xuất sắc do áp lực cánh rất thấp, và chính thức chấp thuận đưa vào phục vụ từ năm 1937. Ngoài hãng Nakajima, Ki-27 cũng được chế tạo bởi Tachikawa Hikoki và Manshu, với tổng cộng 3.368 chiếc.

## Lịch sử hoạt động
Ki-27 là máy bay tiêm kích chủ yếu của Lục quân cho đến đầu Thế Chiến II. Trong Trận chiến Khalkhin Gol chống lại Liên Xô tại Mông Cổ năm 1939, Ki-27 đối mặt với máy bay tiêm kích cánh kép Polikarpov I-15 và cánh đơn Polikarpov I-16 và chịu thiệt hại do thiếu vỏ giáp bảo vệ phi công cũng như thùng nhiên liệu không tự hàn kín hoặc thiếu bộ phận dập lửa. Thêm vào đó, khung máy bay không chịu được áp lực ở tốc độ cao nên phi công Xô Viết thường thoát các cuộc tấn công của Ki-27 khi bổ nhào. Hơn nữa, trang bị vũ khí chỉ có 2 súng máy cỡ nòng súng trường là khá yếu. Đó là lý do, mặc dù khả năng lượn vòng của Ki-27 xuất sắc, con số 1.252 máy bay địch bị bắn rơi do Nhật đưa ra là không thực tế (gấp 6 lần con số chính thức của Liên Xô thừa nhận).().
Khả năng lượn vòng tốt của Ki-27 gây cho Lục quân sự chú ý gần như duy nhất vào tính cơ động, một quyết định sẽ quay lại ám ảnh họ sau này vì nó gây hại cho sự phát triển những máy bay tiêm kích nhanh hơn và trang bị nặng hơn. Ki-27 phục vụ cho đến lúc bắt đầu Thế Chiến II tại Thái Bình Dương, hộ tống máy bay ném bom tấn công Singapore. Sau khi được thay thế bởi Nakajima Ki-43, Ki-27 tiếp tục phục vụ ở vai trò huấn luyện. Nó cũng được xuất khẩu để phục vụ trong Không quân Mãn Châu Quốc và Không quân Thái Lan và tham gia chiến đấu trong cả hai lực lượng này. Tại Thái Lan, Ki-27 báo cáo đã bắn hư hại một chiếc P-51 Mustang và bắn rơi một chiếc P-38 Lightning. Gần cuối Thế Chiến II, một vài chiếc Ki-27 gắn chất nổ cho đến 500 kg (1.100 lb) cho những nhiệm vụ cảm tử "Thần Phong" (Kamikaze).

## Các biến thể
- Kiểu PE Nguyên mẫu - chiếc nguyên mẫu đầu tiên với Nakajima Ha.1a.
- Ki-27 Nguyên mẫu - kiểu nguyên mẫu có trang bị vũ khí, 2 chiếc được chế tạo.
- Ki-27-Kai Nguyên mẫu - kiểu nguyên mẫu có vũ khí và động cơ Ha.1b nặng hơn, 10 chiếc được chế tạo.
- Ki-27a - phiên bản sản xuất đầu tiên. Có 565 chiếc được chế tạo.
- Ki-27a-Kai - phiên bản huấn luyện biến cải trong sản xuất. Khoảng 150 chiếc được biến cải.
- Ki-27b - cải tiến nóc buồng lái và bộ tản nhiệt dầu động cơ, thiết kế để mang được 4 bom 25 kg (55 lb) hoặc thùng dầu phụ dưới cánh. 1492 chiếc được chế tạo, kể cả 50 chiếc bởi Tachikawa.
- Ki-27b-Kai - phiên bản huấn luyện biến cải trong sản xuất. Khoảng 225 chiếc được biến cải.
- Ki-27-Kai - phiên bản nhẹ được phát triển như là giải pháp tạm thời trong khi việc phát triển Ki-43 bị kéo dài, tốc độ tối đa 475 km/h (295 mph), chỉ có 2 chiếc được chế tạo.
- Ki-79 - phiên bản huấn luyện chế tạo bởi Manchu, gắn động cơ Hitachi Ha.13a. 1329 chiếc được chế tạo ở bốn kiểu (Ki-79a, b, c và d).

## Các nước sử dụng
Manchukuo
- Không quân Mãn Châu Quốc

 Nhật Bản
- Không lực Lục quân Đế quốc Nhật Bản

 Thái Lan
- Không quân Hoàng gia Thái Lan

## Đặc điểm kỹ thuật (Ki-27a)

### Đặc điểm chung
- Đội bay: 01 người
- Chiều dài: 7,53 m (24 ft 8 in)
- Sải cánh: 11,30 m (35 ft 1 in)
- Chiều cao: 3,35 m (11 ft 7 in)
- Diện tích cánh: 18,61 m² (200,3 ft²)
- Trọng lượng không tải: 1.174 kg (2.588 lb)
- Trọng lượng có tải: 1.598 kg (3.523 lb)
- Trọng lượng cất cánh tối đa: 1.790 kg (3.946 lb)
- Động cơ: 1 x động cơ Nakajima Ha-1 Otsu bố trí hình tròn làm mát bằng không khí, công suất 650 mã lực (485 kW)

### Đặc tính bay
- Tốc độ lớn nhất: 444 km/h (275 mph)
- Tốc độ bay đường trường: 350 km/h (218 mph)
- Tầm bay tối đa: 630 km (390 mi)
- Trần bay: 10.040 m (32.940 ft)
- Tốc độ lên cao: 15,3 m/s (3.010 ft/min)
- Áp lực cánh: 86 kg/m² (18 lb/ft²)
- Tỉ lệ công suất/khối lượng: 0,30 kW/kg (0,18 hp/lb)

### Vũ khí
- 2 x súng máy Kiểu 89 7,7 mm với 500 viên đạn mỗi khẩu, hoặc
- 1 x súng máy 12,7 mm và 1 x súng máy 7,7 mm ở các kiểu sau
- bom tổng cộng 100 kg (220 lb)

## Nội dung liên quan

### Máy bay liên quan
- Nakajima Ki-11
- Nakajima Ki-12
- Nakajima Ki-43

### Máy bay tương tự
- Fokker D.XXI
- Polikarpov I-16
- Seversky P-35

### Trình tự thiết kế
Ki-11 -
Ki-12 -
Ki-19 -
Ki-27 -
Ki-34 -
Ki-43 -
Ki-44

### Danh sách liên quan
- Danh sách máy bay chiến đấu
- Danh sách máy bay quân sự Nhật Bản
- Danh sách máy bay trong Chiến tranh Thế giới II
- Danh sách máy bay tiêm kích
- Danh sách máy bay của Nhật Bản, Chiến tranh Thế giới II